# Liste der Kulturdenkmäler in der Gesamtanlage Flüsseviertel
Die folgende Liste enthält die in der Denkmaltopographie ausgewiesenen Kulturdenkmäler auf dem Gebiet des Ortsteils Bad Wilhelmshöhe der  Stadt Kassel, Hessen.
Hinweis: Die Reihenfolge der Denkmäler in dieser Liste orientiert sich an der Anschrift, alternativ ist sie auch nach der Bezeichnung oder der Bauzeit sortierbar.
Kulturdenkmäler werden fortlaufend im Denkmalverzeichnis des Landes Hessen durch das Landesamt für Denkmalpflege Hessen auf Basis des Hessischen Denkmalschutzgesetzes (HDSchG) geführt. Die Schutzwürdigkeit eines Kulturdenkmals hängt nicht von der Eintragung in das Denkmalverzeichnis des Landes Hessen oder der Veröffentlichung in der Denkmaltopographie ab.

Die Liste der Kulturdenkmäler in der Gesamtanlage Flüsseviertel ist eine Teilliste der Liste der Kulturdenkmäler in Bad Wilhelmshöhe und enthält die Kulturdenkmale, der als „Flüsseviertel“ bezeichneten Gesamtanlage im Stadtteil Bad Wilhelmshöhe, die in der vom Landesamt für Denkmalpflege Hessen 2009 herausgegebenen Denkmaltopographie der Stadt Kassel, Band III veröffentlicht wurden.

## Legende
- Bezeichnung: Nennt den Namen, die Bezeichnung oder die Art des Kulturdenkmals.
- Lage: Nennt den Straßennamen und wenn vorhanden die Hausnummer des Kulturdenkmals. Die Grundsortierung der Liste erfolgt nach dieser Adresse. Der Link „Karte“ führt zu verschiedenen Kartendarstellungen und nennt die Koordinaten des Kulturdenkmals.
- Beschreibung: Nennt bauliche und geschichtliche Einzelheiten des Kulturdenkmals, vorzugsweise die Denkmaleigenschaften. In Klammern sollte die Begründung des Denkmalwertes abgekürzt angegeben werden: g = geschichtlich, k = künstlerisch, s = städtebaulich, t = technisch, w = wissenschaftlich.
- Bauzeit: Gibt die Datierung an; das Jahr der Fertigstellung bzw. den Zeitraum der Errichtung. Eine Sortierung nach Jahr ist möglich.

### Gesamtanlage Flüsseviertel
| Bild                                    | Bezeichnung          | Lage                         | Beschreibung | Bauzeit | Daten |
| --------------------------------------- | -------------------- | ---------------------------- | --- | ------- | ----- |
|                                         |                      | Baunsbergstraße 15 Lage      | |         |       |
| Bild gesucht BW                         |                      | Bayernstraße 7 Lage          | (nur als Teil der Gesamtanlage) |         |       |
| Bild gesucht BW                         |                      | Bayernstraße 8 Lage          | (nur als Teil der Gesamtanlage) |         |       |
| Bild gesucht BW                         |                      | Bayernstraße 8a Lage         | (nur als Teil der Gesamtanlage) |         |       |
| Bild gesucht BW                         |                      | Bayernstraße 8b Lage         | (nur als Teil der Gesamtanlage) |         |       |
| Bild gesucht BW                         |                      | Bayernstraße 9 Lage          | (nur als Teil der Gesamtanlage) |         |       |
| Bild gesucht BW                         |                      | Bayernstraße 10 Lage         | (nur als Teil der Gesamtanlage) |         |       |
|                                         |                      | Bayernstraße 12 Lage         | (nur als Teil der Gesamtanlage) |         |       |
| Bild gesucht BW                         |                      | Bayernstraße 13 Lage         | (nur als Teil der Gesamtanlage) |         |       |
|                                         |                      | Bayernstraße 14 Lage         | (nur als Teil der Gesamtanlage) |         |       |
| Bild gesucht BW                         |                      | Bayernstraße 15 Lage         | (nur als Teil der Gesamtanlage) |         |       |
| Bild gesucht BW                         |                      | Bayernstraße 16/18 Lage      | |         |       |
| Bild gesucht BW                         |                      | Bayernstraße 17 Lage         | (nur als Teil der Gesamtanlage) |         |       |
|                                         |                      | Bayernstraße 20 Lage         | (nur als Teil der Gesamtanlage) |         |       |
| Bild gesucht BW                         |                      | Frankenstraße 1 Lage         | (nur als Teil der Gesamtanlage) |         |       |
| Bild gesucht BW                         |                      | Frankenstraße 2 Lage         | (nur als Teil der Gesamtanlage) |         |       |
| Bild gesucht BW                         |                      | Frankenstraße 3 Lage         | (nur als Teil der Gesamtanlage) |         |       |
| Bild gesucht BW                         |                      | Frankenstraße 4 Lage         | (nur als Teil der Gesamtanlage) |         |       |
| Bild gesucht BW                         |                      | Frankenstraße 5 Lage         | (nur als Teil der Gesamtanlage) |         |       |
| Bild gesucht BW                         |                      | Frankenstraße 6 Lage         | (nur als Teil der Gesamtanlage) |         |       |
| Bild gesucht BW                         |                      | Frankenstraße 7 Lage         | (nur als Teil der Gesamtanlage) |         |       |
| Bild gesucht BW                         |                      | Frankenstraße 8 Lage         | (nur als Teil der Gesamtanlage) |         |       |
| Bild gesucht BW                         |                      | Frankenstraße 9 Lage         | |         |       |
| Bild gesucht BW                         |                      | Frankenstraße 10 Lage        | (nur als Teil der Gesamtanlage) |         |       |
| Bild gesucht BW                         |                      | Frankenstraße 11 Lage        | (nur als Teil der Gesamtanlage) |         |       |
| Bild gesucht BW                         |                      | Frankenstraße 12 Lage        | (nur als Teil der Gesamtanlage) |         |       |
| Bild gesucht BW                         |                      | Frankenstraße 13 Lage        | (nur als Teil der Gesamtanlage) |         |       |
| Bild gesucht BW                         |                      | Frankenstraße 14 Lage        | mit Einfriedung |         |       |
| Bild gesucht BW                         |                      | Frankenstraße 15 Lage        | (nur als Teil der Gesamtanlage) |         |       |
| Bild gesucht BW                         |                      | Frankenstraße 16 Lage        | (nur als Teil der Gesamtanlage) |         |       |
| Bild gesucht BW                         |                      | Frankenstraße 17 Lage        | (nur als Teil der Gesamtanlage) |         |       |
| Bild gesucht BW                         |                      | Frankenstraße 18 Lage        | (nur als Teil der Gesamtanlage) |         |       |
| Bild gesucht BW                         |                      | Frankenstraße 19 Lage        | (nur als Teil der Gesamtanlage) |         |       |
| Bild gesucht BW                         |                      | Frankenstraße 20 Lage        | (nur als Teil der Gesamtanlage) |         |       |
| Bild gesucht BW                         |                      | Frankenstraße 21 Lage        | (nur als Teil der Gesamtanlage) |         |       |
| Bild gesucht BW                         |                      | Frankenstraße 22 Lage        | (nur als Teil der Gesamtanlage) |         |       |
| Bild gesucht BW                         |                      | Frankenstraße 24 Lage        | (nur als Teil der Gesamtanlage) |         |       |
| Bild gesucht BW                         |                      | Heideweg 1 Lage              | (nur als Teil der Gesamtanlage) |         |       |
|                                         |                      | Heideweg 3 Lage              | (nur als Teil der Gesamtanlage) |         |       |
| Bild gesucht BW                         |                      | Heideweg 4 Lage              | (nur als Teil der Gesamtanlage) |         |       |
|                                         |                      | Heideweg 5 Lage              | (nur als Teil der Gesamtanlage) |         |       |
| Bild gesucht BW                         |                      | Heideweg 6 Lage              | (nur als Teil der Gesamtanlage) |         |       |
| Bild gesucht BW                         |                      | Heideweg 7 Lage              | (nur als Teil der Gesamtanlage) |         |       |
| Bild gesucht BW                         |                      | Heideweg 8 Lage              | (nur als Teil der Gesamtanlage) |         |       |
| Bild gesucht BW                         |                      | Heideweg 9 Lage              | (nur als Teil der Gesamtanlage) |         |       |
| Bild gesucht BW                         |                      | Heideweg 10 Lage             | (nur als Teil der Gesamtanlage) |         |       |
| Bild gesucht BW                         |                      | Heideweg 11 Lage             | (nur als Teil der Gesamtanlage) |         |       |
| Bild gesucht BW                         |                      | Heideweg 12 Lage             | (nur als Teil der Gesamtanlage) |         |       |
| Bild gesucht BW                         |                      | Heideweg 13 Lage             | (nur als Teil der Gesamtanlage) |         |       |
| Bild gesucht BW                         |                      | Heideweg 14 Lage             | (nur als Teil der Gesamtanlage) |         |       |
| Bild gesucht BW                         |                      | Heideweg 15 Lage             | (nur als Teil der Gesamtanlage) |         |       |
| Bild gesucht BW                         |                      | Heideweg 16 Lage             | (nur als Teil der Gesamtanlage) |         |       |
| Bild gesucht BW                         |                      | Heideweg 17 Lage             | (nur als Teil der Gesamtanlage) |         |       |
| Bild gesucht BW                         |                      | Heideweg 19 Lage             | (nur als Teil der Gesamtanlage) |         |       |
| Bild gesucht BW                         |                      | Heideweg 21 Lage             | (nur als Teil der Gesamtanlage) |         |       |
| Bild gesucht BW                         |                      | Heideweg 23 Lage             | (nur als Teil der Gesamtanlage) |         |       |
| Bild gesucht BW                         |                      | Heideweg 25 Lage             | (nur als Teil der Gesamtanlage) |         |       |
| Bild gesucht BW                         |                      | Heideweg 27 Lage             | (nur als Teil der Gesamtanlage) |         |       |
| Bild gesucht BW                         |                      | Lahnweg 1 Lage               | (nur als Teil der Gesamtanlage) |         |       |
| Bild gesucht BW                         |                      | Lahnweg 2 Lage               | (nur als Teil der Gesamtanlage) |         |       |
| Direkt Bild zu diesem Denkmal hochladen |                      | Lahnweg 3                    | (nur als Teil der Gesamtanlage) |         |       |
| Bild gesucht BW                         |                      | Lahnweg 4 Lage               | (nur als Teil der Gesamtanlage) |         |       |
| Bild gesucht BW                         |                      | Lahnweg 5 Lage               | (nur als Teil der Gesamtanlage) |         |       |
| Bild gesucht BW                         |                      | Lahnweg 6 Lage               | (nur als Teil der Gesamtanlage) |         |       |
|                                         |                      | Lahnweg 7 Lage               | (nur als Teil der Gesamtanlage) |         |       |
|                                         |                      | Lahnweg 8 Lage               | mit Einfriedung |         |       |
| Bild gesucht BW                         |                      | Lahnweg 10 Lage              | (nur als Teil der Gesamtanlage) |         |       |
|                                         |                      | Lahnweg 12 Lage              | (nur als Teil der Gesamtanlage) |         |       |
| weitere Bilder                          |                      | Landgraf-Karl-Straße 29 Lage | zweistöckige Wohnvilla mit Garagenanbau auf der Südseite der Landgraf-Karl-Straße, Ecke Sachsenstraße; (nur als Teil der Gesamtanlage)                                                                |         |       |
|                                         |                      | Landgraf-Karl-Straße 49 Lage | (nur als Teil der Gesamtanlage) |         |       |
|                                         |                      | Landgraf-Karl-Straße 55 Lage | (nur als Teil der Gesamtanlage) |         |       |
|                                         |                      | Landgraf-Karl-Straße 57 Lage | (nur als Teil der Gesamtanlage) |         |       |
|                                         |                      | Mainweg 2 Lage               | (nur als Teil der Gesamtanlage) |         |       |
|                                         |                      | Mainweg 4 Lage               | (nur als Teil der Gesamtanlage) |         |       |
|                                         |                      | Mainweg 6 Lage               | |         |       |
| Bild gesucht BW                         |                      | Mainweg 6a Lage              | |         |       |
|                                         |                      | Mainweg 7 Lage               | (nur als Teil der Gesamtanlage) |         |       |
|                                         |                      | Mainweg 8 Lage               | |         |       |
|                                         |                      | Moselweg 1 Lage              | (nur als Teil der Gesamtanlage) |         |       |
|                                         |                      | Moselweg 2 Lage              | (nur als Teil der Gesamtanlage) |         |       |
|                                         |                      | Moselweg 3 Lage              | (nur als Teil der Gesamtanlage) |         |       |
| Bild gesucht BW                         |                      | Moselweg 4 Lage              | (nur als Teil der Gesamtanlage) |         |       |
|                                         |                      | Moselweg 5 Lage              | (nur als Teil der Gesamtanlage) |         |       |
| Bild gesucht BW                         |                      | Moselweg 6 Lage              | (nur als Teil der Gesamtanlage) |         |       |
|                                         |                      | Moselweg 7 Lage              | (nur als Teil der Gesamtanlage) |         |       |
| Bild gesucht BW                         |                      | Moselweg 8 Lage              | (nur als Teil der Gesamtanlage) |         |       |
|                                         |                      | Moselweg 9 Lage              | (nur als Teil der Gesamtanlage) |         |       |
| Bild gesucht BW                         |                      | Moselweg 10 Lage             | (nur als Teil der Gesamtanlage) |         |       |
|                                         |                      | Moselweg 11 Lage             | (nur als Teil der Gesamtanlage) |         |       |
| Bild gesucht BW                         |                      | Moselweg 12 Lage             | (nur als Teil der Gesamtanlage) |         |       |
| Bild gesucht BW                         |                      | Moselweg 14 Lage             | (nur als Teil der Gesamtanlage) |         |       |
|                                         |                      | Moselweg 15 Lage             | (nur als Teil der Gesamtanlage) |         |       |
| Bild gesucht BW                         |                      | Moselweg 16 Lage             | (nur als Teil der Gesamtanlage) |         |       |
|                                         |                      | Moselweg 17 Lage             | (nur als Teil der Gesamtanlage) |         |       |
| Bild gesucht BW                         |                      | Moselweg 18 Lage             | (nur als Teil der Gesamtanlage) |         |       |
| Bild gesucht BW                         |                      | Neckarweg 2 Lage             | (nur als Teil der Gesamtanlage) |         |       |
| Bild gesucht BW                         |                      | Neckarweg 3 Lage             | (nur als Teil der Gesamtanlage) |         |       |
| Bild gesucht BW                         |                      | Neckarweg 4 Lage             | (nur als Teil der Gesamtanlage) |         |       |
| Bild gesucht BW                         |                      | Neckarweg 5 Lage             | (nur als Teil der Gesamtanlage) |         |       |
| Bild gesucht BW                         |                      | Neckarweg 6 Lage             | (nur als Teil der Gesamtanlage) |         |       |
| Bild gesucht BW                         |                      | Neckarweg 7 Lage             | (nur als Teil der Gesamtanlage) |         |       |
| Bild gesucht BW                         |                      | Neckarweg 8 Lage             | (nur als Teil der Gesamtanlage) |         |       |
| Bild gesucht BW                         |                      | Neckarweg 9 Lage             | (nur als Teil der Gesamtanlage) |         |       |
| Bild gesucht BW                         |                      | Neckarweg 10 Lage            | (nur als Teil der Gesamtanlage) |         |       |
| Bild gesucht BW                         |                      | Neckarweg 11 Lage            | (nur als Teil der Gesamtanlage) |         |       |
| Bild gesucht BW                         |                      | Neckarweg 12 Lage            | (nur als Teil der Gesamtanlage) |         |       |
| Bild gesucht BW                         |                      | Neckarweg 13 Lage            | (nur als Teil der Gesamtanlage) |         |       |
| Bild gesucht BW                         |                      | Neckarweg 14 Lage            | (nur als Teil der Gesamtanlage) |         |       |
| Bild gesucht BW                         |                      | Neckarweg 15 Lage            | (nur als Teil der Gesamtanlage) |         |       |
| Bild gesucht BW                         |                      | Neckarweg 16 Lage            | (nur als Teil der Gesamtanlage) |         |       |
| Bild gesucht BW                         |                      | Neckarweg 17 Lage            | (nur als Teil der Gesamtanlage) |         |       |
|                                         |                      | Rheinweg 1 Lage              | (nur als Teil der Gesamtanlage) |         |       |
|                                         |                      | Rheinweg 2 Lage              | (nur als Teil der Gesamtanlage) |         |       |
|                                         |                      | Rheinweg 3 Lage              | (nur als Teil der Gesamtanlage) |         |       |
|                                         |                      | Rheinweg 4 Lage              | (nur als Teil der Gesamtanlage) |         |       |
|                                         |                      | Rheinweg 5 Lage              | (nur als Teil der Gesamtanlage) |         |       |
|                                         |                      | Rheinweg 6 Lage              | (nur als Teil der Gesamtanlage) |         |       |
|                                         |                      | Rheinweg 7/9 Lage            | (nur als Teil der Gesamtanlage) |         |       |
|                                         |                      | Rheinweg 8/10 Lage           | (nur als Teil der Gesamtanlage) |         |       |
|                                         |                      | Ruhrweg 1 Lage               | (nur als Teil der Gesamtanlage) |         |       |
| Bild gesucht BW                         |                      | Ruhrweg 3 Lage               | (nur als Teil der Gesamtanlage) |         |       |
| weitere Bilder                          |                      | Sachsenstraße 1 Lage         | zweistöckige Villa mit geschmackvoll gestalteten Vorgarten und Eingangsportal an der Ostseite Sachsenstraße; (nur als Teil der Gesamtanlage)                                                          |         |       |
| weitere Bilder                          |                      | Sachsenstraße 2 Lage         | zweistöckiges Wohnhaus mit Fensterläden, Vorgarten und Hecke auf der Westseite Sachsenstraße; (nur als Teil der Gesamtanlage)                                                                         |         |       |
| weitere Bilder                          |                      | Sachsenstraße 3 Lage         | zweistöckige Wohnvilla mit Vorgarten und Balkon auf Südseite und Eingangstreppe an der Ostseite Sachsenstraße; (nur als Teil der Gesamtanlage)                                                        |         |       |
| weitere Bilder                          |                      | Sachsenstraße 4 Lage         | zweistöckiges Wohnhaus mit Vorgarten und Eingangsportal auf der Westseite Sachsenstraße; (nur als Teil der Gesamtanlage)                                                                              |         |       |
| weitere Bilder                          |                      | Sachsenstraße 5 Lage         | markantes zweistöckiges Wohnhaus mit Vorgarten, Fensterläden und Dachgauben auf der Ostseite Sachsenstraße; (nur als Teil der Gesamtanlage)                                                           |         |       |
| weitere Bilder                          |                      | Sachsenstraße 6 Lage         | zweistöckiges Wohnhaus mit Fensterläden und Vorgarten auf der Westseite Sachsenstraße; (nur als Teil der Gesamtanlage)                                                                                |         |       |
| weitere Bilder                          |                      | Sachsenstraße 7 Lage         | zweistöckiges Wohnhaus mit Satteldach und Balkonanbau nach Süden auf der Ostseite Sachsenstraße; (nur als Teil der Gesamtanlage)                                                                      |         |       |
| weitere Bilder                          |                      | Sachsenstraße 8 Lage         | zweistöckiges Wohnhaus mit Anbau und Dachgauben auf der Westseite Sachsenstraße, Ecke Werraweg; (nur als Teil der Gesamtanlage)                                                                       |         |       |
| weitere Bilder                          |                      | Sachsenstraße 9 Lage         | zweistöckiges Wohnhaus mit Natursteinsockel, Satteldach und kleinen Vorbau auf der Ostseite Sachsenstraße; (nur als Teil der Gesamtanlage)                                                            |         |       |
| weitere Bilder                          |                      | Sachsenstraße 10 Lage        | zweistöckiges Wohnhaus mit mehrstöckigen Garagen- und Balkon-Anbau nach Süden auf der Westseite Sachsenstraße (nur als Teil der Gesamtanlage)                                                         |         |       |
| weitere Bilder                          |                      | Sachsenstraße 11 Lage        | zweistöckiges Wohnhaus mit Satteldach und Garagen-Unterbau auf der Ostseite Sachsenstraße; (nur als Teil der Gesamtanlage)                                                                            |         |       |
| weitere Bilder                          |                      | Sachsenstraße 12 Lage        | markantes zweistöckiges Wohnhaus mit Fensterläden und Vorgarten sowie Garagenanbau auf der Westseite Sachsenstraße (nur als Teil der Gesamtanlage)                                                    |         |       |
| weitere Bilder                          |                      | Sachsenstraße 14 Lage        | nördliche Doppelwohnhaushälfte mit kleinen Vorbau als Balkon und Dachgauben auf der Westseite Sachsenstraße (nur als Teil der Gesamtanlage)                                                           |         |       |
| weitere Bilder                          |                      | Sachsenstraße 15 Lage        | markantes zweistöckiges Wohnhaus mit Satteldach, Fensterläden und Vorgarten mit Skulpturen auf der Ostseite Sachsenstraße; (nur als Teil der Gesamtanlage)                                            |         |       |
| weitere Bilder                          |                      | Sachsenstraße 16 Lage        | südliche Doppelwohnhaushälfte mit kleinen Vorbau als Balkon und Dachgauben auf der Westseite Sachsenstraße, Ecke Bayernstraße (nur als Teil der Gesamtanlage)                                         |         |       |
| weitere Bilder                          |                      | Sachsenstraße 17 Lage        | zweistöckiges Eck-Wohnhaus (zur Bayernstraße) mit kleinen Balkon-Vorbau nach Westen und mehrstöckigen Anbau nach Osten                                                                                |         |       |
|                                         |                      | Werraweg 1 Lage              | (nur als Teil der Gesamtanlage) |         |       |
|                                         |                      | Werraweg 2 Lage              | (nur als Teil der Gesamtanlage) |         |       |
|                                         |                      | Werraweg 3 Lage              | |         |       |
| Bild gesucht BW                         |                      | Werraweg 4 Lage              | (nur als Teil der Gesamtanlage) |         |       |
|                                         |                      | Werraweg 5 Lage              | (nur als Teil der Gesamtanlage) |         |       |
| Bild gesucht BW                         |                      | Werraweg 6 Lage              | (nur als Teil der Gesamtanlage) |         |       |
|                                         |                      | Werraweg 7 Lage              | (nur als Teil der Gesamtanlage) |         |       |
| Bild gesucht BW                         |                      | Werraweg 8 Lage              | (nur als Teil der Gesamtanlage) |         |       |
|                                         |                      | Werraweg 9 Lage              | (nur als Teil der Gesamtanlage) |         |       |
| Bild gesucht BW                         |                      | Werraweg 10 Lage             | (nur als Teil der Gesamtanlage) |         |       |
|                                         |                      | Werraweg 11 Lage             | |         |       |
| Bild gesucht BW                         |                      | Werraweg 12 Lage             | (nur als Teil der Gesamtanlage) |         |       |
|                                         |                      | Werraweg 15 Lage             | (nur als Teil der Gesamtanlage) |         |       |
| Bild gesucht BW                         |                      | Werraweg 16 Lage             | (nur als Teil der Gesamtanlage) |         |       |
|                                         |                      | Werraweg 17 Lage             | (nur als Teil der Gesamtanlage) |         |       |
|                                         |                      | Werraweg 18 Lage             | (nur als Teil der Gesamtanlage) |         |       |
|                                         |                      | Werraweg 19 Lage             | (nur als Teil der Gesamtanlage) |         |       |
|                                         |                      | Werraweg 20 Lage             | (nur als Teil der Gesamtanlage) |         |       |
| Bild gesucht BW                         |                      | Werraweg 23 Lage             | (nur als Teil der Gesamtanlage) |         |       |
|                                         |                      | Werraweg 25 Lage             | (nur als Teil der Gesamtanlage) |         |       |
|                                         |                      | Werraweg 27 Lage             | (nur als Teil der Gesamtanlage) |         |       |
|                                         |                      | Werraweg 29 Lage             | (nur als Teil der Gesamtanlage) |         |       |
|                                         |                      | Werraweg 31 Lage             | |         |       |
| Bild gesucht BW                         |                      | Werraweg 35 Lage             | (nur als Teil der Gesamtanlage) |         |       |
| weitere Bilder                          | Wohnhaus             | Westfalenstraße 1 Lage       | zweistöckiges Eckwohnhaus (zur Bayernstraße) mit Satteldach und mehrstöckigen Anbau auf der Ostseite Westfalenstraße (nur als Teil der Gesamtanlage)                                                  |         |       |
| weitere Bilder                          | Wohnhaus             | Westfalenstraße 2 Lage       | zweistöckiges Wohnhaus mit Vorgarten und Säuleneingang auf der Westseite Westfalenstraße (nur als Teil der Gesamtanlage)                                                                              |         |       |
| weitere Bilder                          | Doppelwohnhaushälfte | Westfalenstraße 3 Lage       | Nordhälfte eines zweistöckigen Doppelwohnhaus (mit Nr. 5) mit Satteldach und Dachgauben auf der Ostseite Westfalenstraße (nur als Teil der Gesamtanlage)                                              |         |       |
| weitere Bilder                          | Wohnhaus             | Westfalenstraße 4 Lage       | zweistöckiges Wohnhaus mit Vorgarten, schieferverkleideten Dachgauben, kleinen Vorbau und Balkon auf der Westseite Westfalenstraße (nur als Teil der Gesamtanlage)                                    |         |       |
| weitere Bilder                          | Doppelwohnhaushälfte | Westfalenstraße 5 Lage       | Südhälfte eines zweistöckigen Doppelwohnhaus (mit Nr. 3) mit Satteldach und Dachgauben sowie Anbau nach Westen und Balkon nach Osten auf der Ostseite Westfalenstraße (nur als Teil der Gesamtanlage) |         |       |
| weitere Bilder                          | Wohnhaus             | Westfalenstraße 6 Lage       | zweistöckiges Wohnhaus mit Vorgarten, Panoramafenster-Vorbau und überdachten Seiteneingang auf der Westseite Westfalenstraße (nur als Teil der Gesamtanlage)                                          |         |       |
| weitere Bilder                          | Wohnhaus             | Westfalenstraße 7 Lage       | einstöckiges L-förmiges Satteldachhaus mit Einfriedung und hofartigen Vorgarten auf der Ostseite Westfalenstraße (nur als Teil der Gesamtanlage)                                                      |         |       |
| weitere Bilder                          | Wohnhaus             | Westfalenstraße 8 Lage       | zweistöckiges Wohnhaus mit Vorgarten, verkleideten Eingangsvorbau und Unterbau-Garage auf der Westseite Westfalenstraße (nur als Teil der Gesamtanlage)                                               |         |       |
| weitere Bilder                          | Wohnhaus             | Westfalenstraße 9 Lage       | markantes zweistöckiges Wohnhaus mit Fensterläden, verschieferten Dachgauben sowie Balkonanbau nach Westen auf der Ostseite Westfalenstraße (nur als Teil der Gesamtanlage)                           |         |       |
| weitere Bilder                          | Wohnhaus             | Westfalenstraße 10 Lage      | (nur als Teil der Gesamtanlage) |         |       |
| weitere Bilder                          | Wohnhaus             | Westfalenstraße 11 Lage      | (nur als Teil der Gesamtanlage) |         |       |
| weitere Bilder                          | Wohnhaus             | Westfalenstraße 12 Lage      | (nur als Teil der Gesamtanlage) |         |       |
| weitere Bilder                          | Wohnhaus             | Westfalenstraße 14 Lage      | (nur als Teil der Gesamtanlage) |         |       |
| weitere Bilder                          | Wohnhaus             | Westfalenstraße 15 Lage      | (nur als Teil der Gesamtanlage) |         |       |
| weitere Bilder                          | Wohnhaus             | Westfalenstraße 16 Lage      | (nur als Teil der Gesamtanlage) |         |       |
| weitere Bilder                          | Wohnhaus             | Westfalenstraße 17 Lage      | (nur als Teil der Gesamtanlage) |         |       |
| weitere Bilder                          | Wohnhaus             | Westfalenstraße 19 Lage      | (nur als Teil der Gesamtanlage) |         |       |